# Ectropis mochlosema
Ectropis mochlosema là một loài bướm đêm trong họ Geometridae.